# 아흐마드 샤 두라니
아흐마드 샤 두라니(1722년경 - 1772년)는 근대 아프가니스탄의 시발점으로 여기는 두라니 제국의 수립자이자 왕이다.

## 생애
아브달리 족 세습족장 모하마드 자만 칸의 아들로, 귀족가문 출신이다. 페르시아 아브달리 기병대를 지휘하다가 샤로 뽑혔다. 1747년 왕위에 오르며, 칸다하르를 수도로 정했다. 1747년부터 1769년까지 인도를 여섯 차례에 걸쳐 침략하였다.

## 같이 보기
- 아프가니스탄의 군주